# 天主教哈拉帕教區
天主教哈拉帕教區（拉丁語：Dioecesis Ialapensis in Guatimala）是瓜地馬拉一個羅馬天主教教區，屬危地馬拉總教區。
教區於1951年3月10日成立，管轄哈拉帕省、普羅格雷索省和胡蒂亞帕省，教座位於哈拉帕，2010年時有514,000名教友（佔轄區總人口83.2%）、卅三個堂區和四十六名司鐸。
現任教區主教為若瑟·本篤·莫斯科索-米蘭達，榮休主教為儒略·埃德加·卡布瑞拉-奧瓦列。